# Limbé II
Limbé II est l'une trois communes de la communauté urbaine de Limbé, département du Fako dans la région Sud-Ouest au Cameroun. Elle a pour chef-lieu le quartier de Mokundange.

## Géographie
La commune côtière située sur la route nationale 3 (axe Limbé-Douala), s'étend à l'ouest de Limbé Town sur la golfe du Biafra, elle est limitrophe de 3 communes du département du Fako.
|        | Buéa            |           |
| Idenau | Limbé II        | Limbé Ier |
|        | Golfe du Biafra |           |

## Histoire
L'arrondissement et la commune de Limbé II sont créés en avril 2007.

## Population
En 2005, la population communale est de 16 401 habitants.

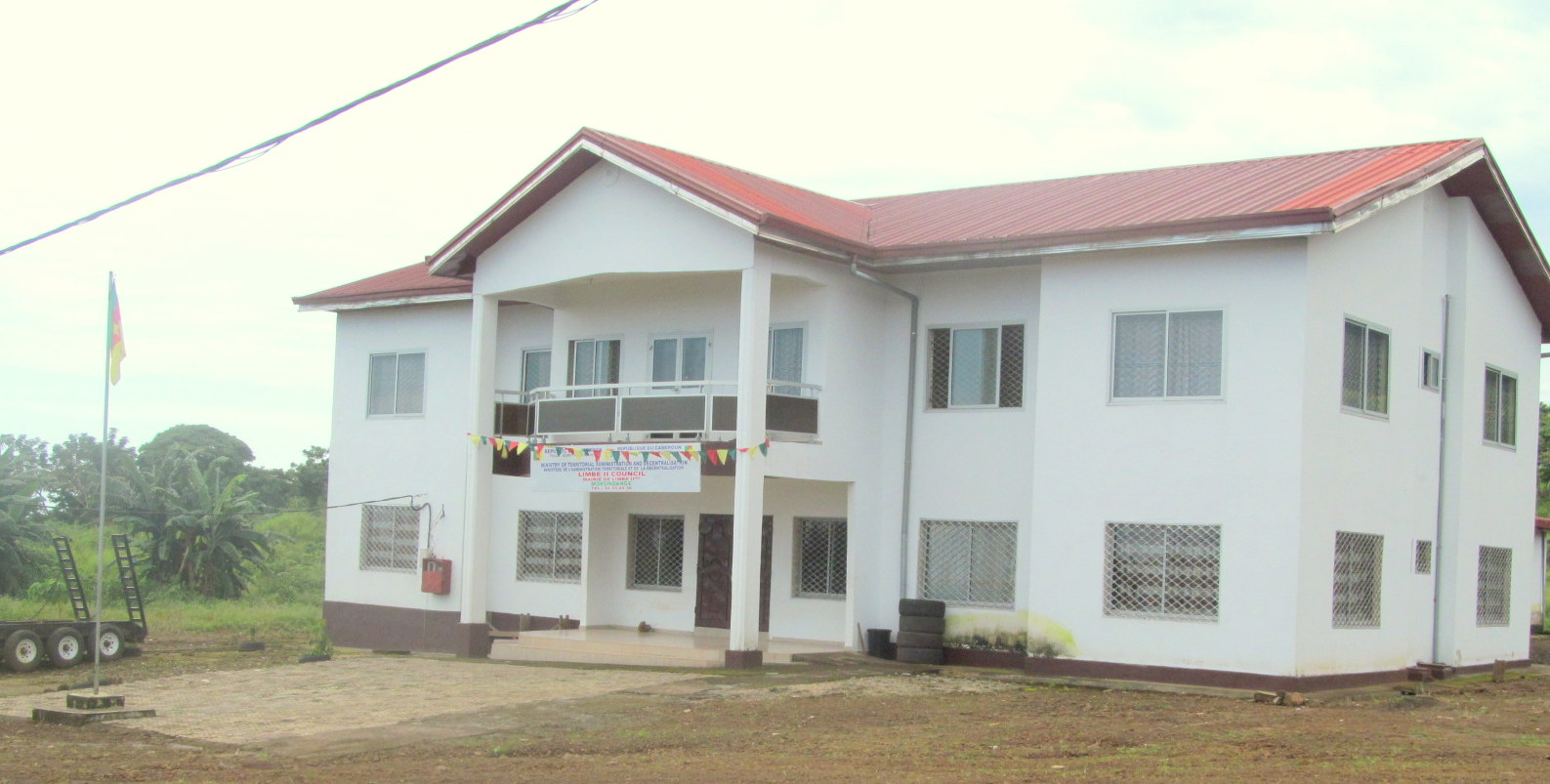
Mairie de Limbé II à Mokundange

## Administration
Les maires se succèdent depuis 2007.
| Période | Période  | Identité                 | Étiquette | Qualité |
| ------- | -------- | ------------------------ | --------- | ------- |
| 2007    | 2009     | Andrew Motanga Mounjimba | RDPC      |         |
| 2009    | 2013     |                          |           |         |
| 2013    | 2020     | Duncan Molindo Adepoe    |           |         |
| 2020    | En cours | Daniel Ndive Woka        | RDPC      |         |

## Chefferies traditionnelles
L'arrondissement compte 12 chefferies de 3e degré et une chefferie traditionnelle de 1er degré :
- Chefferie Victoria Town, siège à Mokindi Chief's Palace, Limbé II[6]

## Quartiers et villages
Le ressort territorial de l'arrondissement identique à celui de la commune s'étend sur les villages et quartiers suivants:
Kie village, Mokundange, Mokindi, Bobende, Mokunda, Limbola, Botaland, Batoke, Wovia, Lower, Ngeme, Boando, Ndame Island.

## Éducation
L'enseignement secondaire public est assuré par un établissement anglophone :
- Lycée de Batoké

L'institut LINAFI (Limbe Nautical Arts and Fisheries Institute), est un établissement d'enseignement supérieur des filières de la pêche, aquaculture, technologie de pêche et mécanique marine.

## Voies de communication et transports
La commune est desservie par un grand axe routier national : la route nationale 3 (axe Douala-Limbé).

## Sports
Le stade de Limbé, Limbe Omnisport Sadium est un stade d'une capacité de 20 000 places construit en 2012 au nord de Ngeme.

## Économie
La raffinerie de Limbé, de la Sonara, localisée au sud de Mokundange est en activité depuis 1981.